# Sobirania individual
La Sobirania individual (també coneguda com a autopropietat) és un concepte de la teoria de l'anarquisme, particularment l'anarcoindividualisme i el llibertarisme (anarcocapitalisme). És la convicció de què la disposició del cos i la vida d'una persona només pertany a ella. "L'autopropietat" és un manlleu i procedeix de l'anglès "self-ownership", que fou introduït per autors nord-americans com Josiah Warren, Benjamin R. Tucker i altres cap a finals del segle xix.
Sovint, la paraula també es refereix a la creença que cadascú té dret als fruits del seu propi treball (sempre que no els posi contractualment a disposició d'altres).
El concepte ha de traçar el límit entre l'àmbit de l'individu i el de la comunitat. A conseqüència d'això, l'Estat no pot disposar de la persona individual, justament perquè la persona pertany a si mateixa. Les limitacions són, argumenten els defensors de la propietat d'un mateix, que només es permet d'exercir el dret en defensa pròpia.
Amb l'ajuda de l'autopropietat es poden justificar alguns dels drets fonamentals. Per exemple, tota persona té dret a manifestar la seva opinió, ja que el seu cos li pertany i només ell ha de decidir com vol utilitzar-lo. De la mateixa manera es raonen el dret a la vida i a la integritat física.